# Kasteel Lodewijk XIV

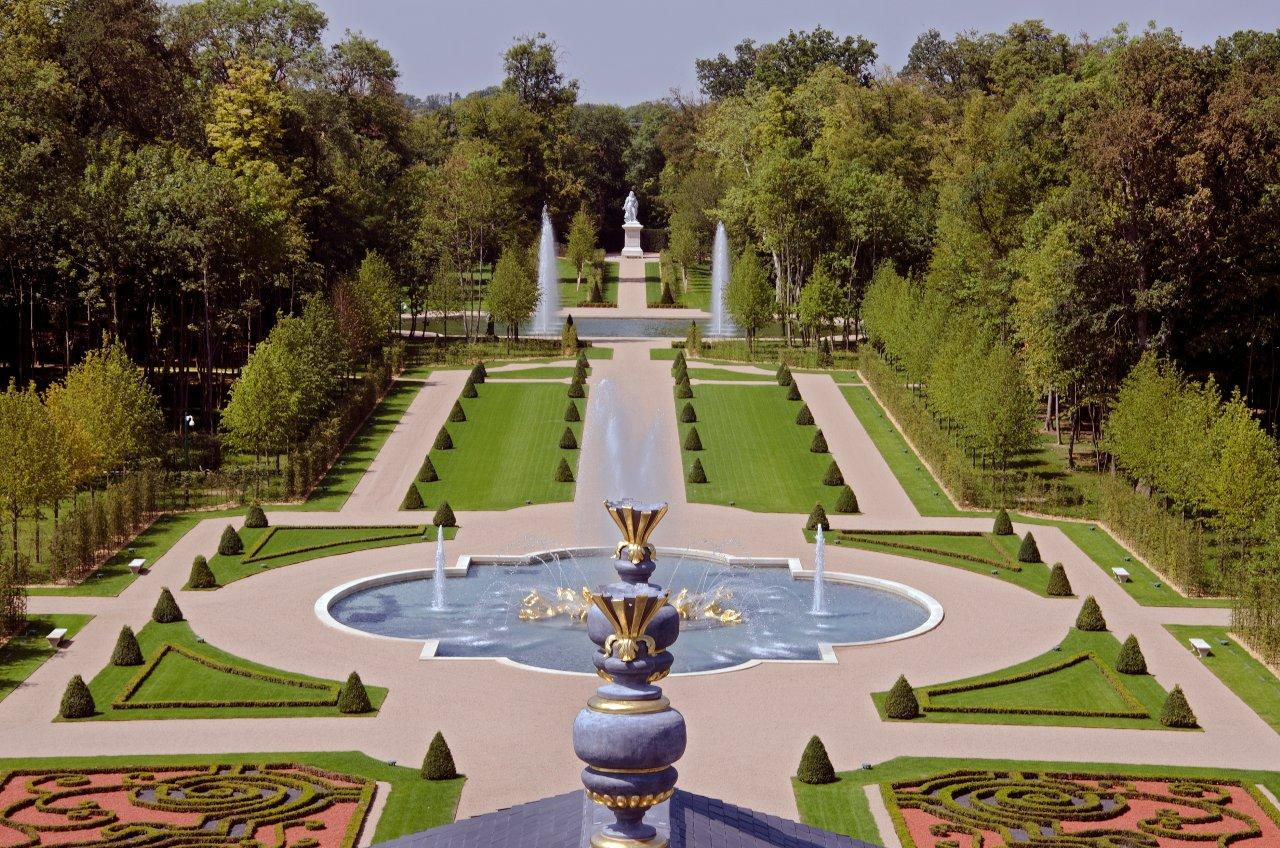
Tuinen van het Kasteel Lodewijk XIV

Het Kasteel Lodewijk XIV is een moderne constructie (opgeleverd in 2011) in de gemeente Louveciennes ten westen van Parijs.
De woning werd gebouwd van 2008 tot 2011 op een domein van 23 hectare.
De bouwstijl is helemaal conform die uit de zeventiende eeuw, aangevuld met tal van moderne technische snufjes. Er werd ook rekening gehouden met de moderne eisen qua energievriendelijkheid. De prijs bij oplevering werd geschat op 275 miljoen euro.
Volgens de New York Times is het sinds 2015 eigendom van de Saoedische prins Mohammad bin Salman al-Saoed